# Damián Massanet

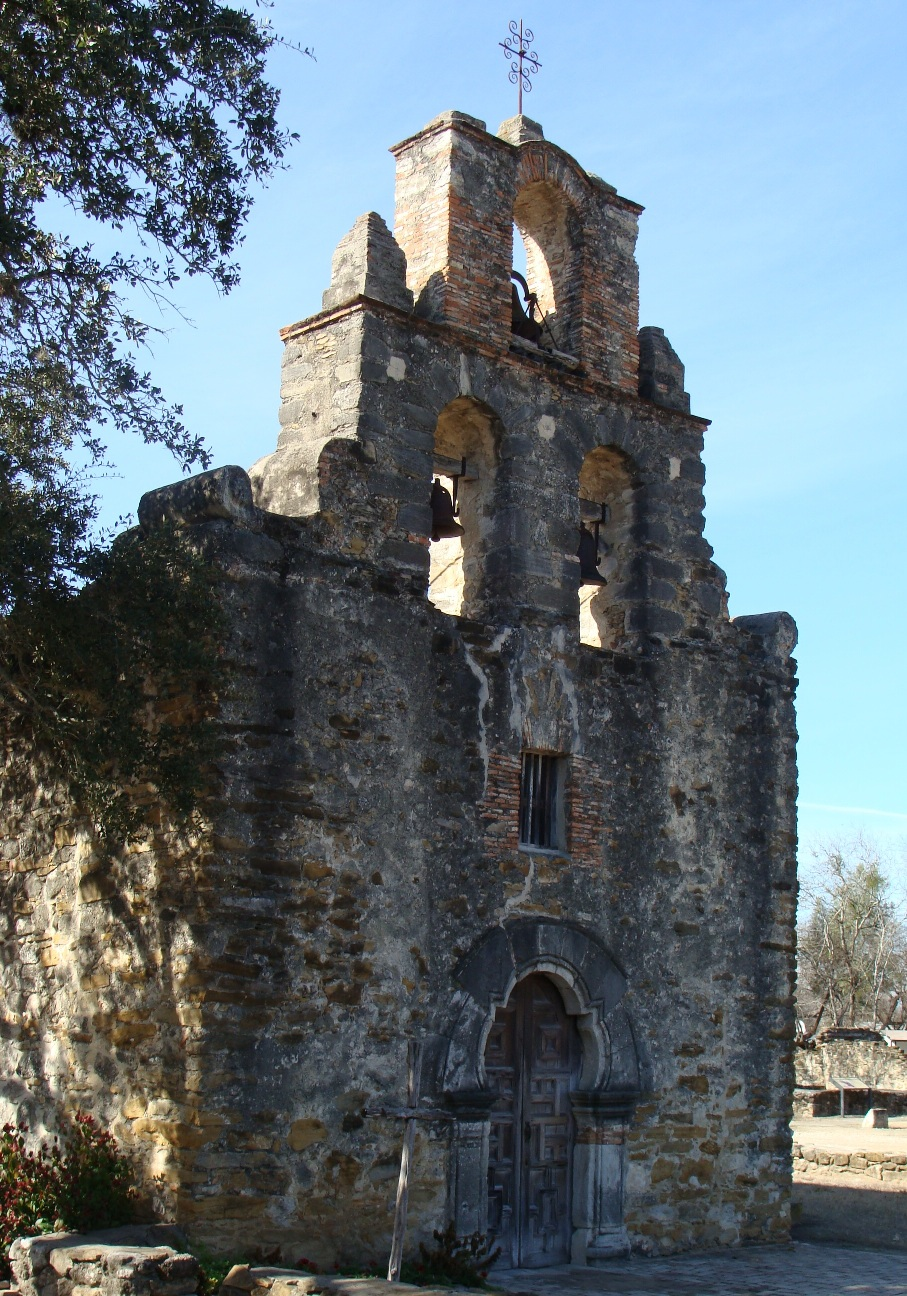
Mission San Francisco de la Espada

Damián Massanet est un missionnaire espagnol du XVIIe siècle.

## Biographie
Natif de Majorque, il part soutenir les missionnaires de Santa Cruz de Querétaro en Amérique centrale (1684) dont il est un des fondateurs. Il s'installe ensuite au Nord du Mexique, près de l'actuelle Coahuila (1688) et accompagne Alonso de León en avril 1689 dans sa quête de l'expédition de Cavelier de La Salle. 
De retour au Texas en 1690, il fonde la première mission catholique de l'Est du Texas à San Francisco de Los Texas. Cuisant échec, il finit par incendier et abandonner la mission en 1693.  
Il meurt à Santa Cruz de Querétaro à une date qui demeure inconnue.